# Antimoniuro de aluminio
El antinoniuro de aluminio es un semiconductor del grupo III-V compuesto por antimonio y aluminio.
Puede ser aleado con semiconductores del mismo grupo para formar AlInSb, AlGaSb y AlAsSb.
Este compuesto se utiliza principalmnete en ciertos dispositivos electro-òpticos. Es un material prometedor para semiconductores de alta
temperatura como transistores o diodos de unión P-N debido a una banda prohibida de 1.62 eV, es un material prometedor para mejorar el rendimiento de células solares.